# Небо је мало за све
Небо је мало за све је први студијски албум српске хард рок групе Кербер. Албум је објављен 1983. године за издавачку кућу ЗКП РТЉ, а првобитно је био доступан само на касети и грамофонској плочи. Реиздање албума на компакт-диску је изашло 2009. године за ПГП РТС.
Слушаоци Радио Београда 202 су у лето 2011. године, у оквиру емисије ПГП на 202, нумеру Мезимац изабрали за једну од 60 најбољих песама које је објавио ПГП РТБ/ПГП РТС током првих шест деценија постојања.

## Списак песама
Аутори текстова, музике и аранжмана су чланови групе Кербер.
| №               | Назив                  | Трајање |  |
| 1.              | Мезимац                | 3:35    |  |
| 2.              | Хероји од станиола     | 4:20    |  |
| 3.              | Сутрашњи дан           | 5:50    |  |
| 4.              | Само ти (свему си лек) | 3:50    |  |
| 5.              | Беле утваре            | 4:10    |  |
| 6.              | Небо је мало за све    | 3:50    |  |
| 7.              | Као твој кербер        | 3:15    |  |
| 8.              | Твоја песма            | 4:20    |  |
| Укупно трајање: | Укупно трајање:        | 33:10   |  |

## Музичари
| - Постава групе: - Горан Шепа — вокал, пратећи вокал - Томислав Николић — гитара - Бранислав Божиновић — клавијатуре, пратећи вокал - Зоран Жикић — бас-гитара, пратећи вокал - Зоран Стаменковић — бубњеви | - Гости: - Гордон Роули — пратећи вокал (8) |

## Остале заслуге
- Гордон Роули — продуцент, миксовање
- Ратко Остојић — тонски сниматељ
- Ђорђе Петровић — тонски сниматељ
- Малком Дејвис — мастеровање
- Славољуб Станковић — дизајн омота
- Сава Костадиновић — фотографије[1]